# Rupia nepalese
La Rupia nepalese è la valuta ufficiale del Nepal. Il codice ISO 4217 è NPR.
Viene suddivisa in 100 paisa. Le banconote sono in 8 tagli, del valore di 1, 2, 10, 20, 50, 100, 500 e 1.000 rupie. Le monete in 5 tagli, del valore di 5, 10, 25, 50 paisa e di 1 rupia (o 100 paisa).
Il suo valore è legato a quello della rupia indiana con un rapporto di 1 a 0,625, ossia una rupia nepalese vale i ⅝ di una rupia indiana.
Nel 2005 il valore di 1 euro corrisponde a circa 80 rupie.
Nel 2022 il valore di 1 euro corrisponde a circa 135 rupie.